# 영장실질심사제도
|                                                                  |
| 형사소송법                                                       |
| 이념과 구조                                                      |
| 무죄 추정의 원칙 · 자백배제법칙 · 전문법칙                       |
| 증거보전청구권 · 형사보상청구권 · 독수독과이론                   |
| 실체적 진실주의 · 적정절차 · 신속한 재판의 원칙                  |
| 진술거부권 · 접견교통권 · 증거개시제도                           |
| 열람등사권 · 위법수집증거배제법칙                                |
| 법원                                                             |
| 제척 · 기피 · 회피 관할 · 이송 · 법관                            |
| 피고인과 변호인                                                  |
| 피고인 ·변호인 · 성명모용자 · 공동피고인 국선변호인 · 법정대리인 |
| 검사                                                             |
| 기소독점주의 · 검사 동일체의 원칙                                |
| 수사                                                             |
| 함정수사 · 불심검문 · 임의동행 · 동행요구 · 사법경찰관           |
| 구속                                                             |
| 구속영장 · 체포영장                                              |
| 증거법                                                           |
| 정황증거 · 전문증거 · 진술조서 · 진술서 · 실황조사서 · 검증조서  |
| 진술 · 증인                                                      |
| 재판                                                             |
| 공소장 · 공소장일본주의                                          |
| 고소 · 고발 · 고소불가분의 원칙 · 자수                           |
| 상소                                                             |
| 항소, 상고 & 비상상고                                            |
| 다른 7법 영역                                                    |
| 헌법 · 민법 · 형법                                               |
| 민사소송법 · 형사소송법 · 행정법                                 |
| 포털: 법 · 법철학 · 형사정책                                     |
| v • d • e • h                                                    |

영장실질심사제도란 대한민국 형사소송법상 제도로 판사가 구속영장을 발부하기 앞서 구속사유 유무를 판단하기 위해 피의자를 면전에서 심문하는 제도를 말한다. 구속전 피의자심문이라고도 한다. 영장실질심사에서 구속영장이 발부되면 구치소에 구금하고 구속영장이 기각되면 석방한다. 구속영장이 발부되면 당해 법원에 서면으로 구속적부심을 청구할 수 있고 이때 법원은 합의부에서 서류로서 심리하다 보니 대부분 기각되기 때문에 영장실질심사나 구속적부심을 할 때 구속 재판을 정한 법률에 대해 위헌법률심판제청신청서를 서면으로 제출하는 방법으로 위헌 주장하는 것이 그나마 유일한 권리구제 수단이다.
체포영장의 경우와는 달리 구속영장 청구에 대한 심사는 원칙적으로 지방법원 또는 지원의 장이 지정한 영장전담판사가 담당한다(규 96조의5). (제요1 285)
법원 내부에서는 "영장 재판"이라고 부르기도 한다.

## 역사
서울지법 동부지원 이병노 판사가 1989년 10월 30일 구속영장이 청구된 피의자에 대해 "서류심사만으로는 영장발부여부를 결정할 수 없어 직접 심문하겠다"며 검찰에 피의자 소환을 요청한 것에 대해 검찰이 "법적 근거가 없다"며 이를 거부하자, 이병노 판사가 소명자료 부족 등을 이유로 영장을 기각하자 파문이 크게 확산되었다. 앞서 1989년 6월 서울지방변호사회가 법관 서명파동 1주년을 맞아 실시한 설문조사에 응한 변호사 257명 중에 187명이 "구속이 응징수단으로 남용되고 있으며 검찰의 영장청구에 대해 영장 발부율이 90%를 넘는 기록을 근거로 법관의 견제가 부족하다"고 응답한 사실으로부터 논란이 있은 직후였다. 대법원은 1982년말 형사소송규칙 제정때 영장실질심사 도입을 적극 검토했었고 1989년초 형사소송규칙 개정때도 이 제도의 도입을 추진했지만 검찰의 반발로 무산되었다. 대한변협은 1987년 7월 구속된 모든 피의자가 24시간(법원이 없는 시군은 48시간) 내에 법관 앞에서 구속의 정당성 여부를 묻는 심사를 받도록 하는 것을 주된 내용으로 하는 형사소송법 개정 건의안을 국회와 법무부에 제출했다. 1989년 6월 서울지방변호사회 설문조사에서 설문에 응한 변호사의 91%인 235명이 구속영장실질심사제 도입에 찬성했다 법원은 영장실질심사제의 법적 근거로 '법관이 결정 또는 명령을 하는데 필요한 때에는 사실을 조사할 수 있다'는 형사소송법 제37조 제3항을 들고 있고 대법원이 규칙으로 영장실질심사제 도입을 추진했던 것도 이를 근거로 한 것이라고 주장하지만, 검찰은 "영장발부 여부가 재판의 일종인 결정 또는 명령에 해당되지 않는다"며 법원의 판단에 반대 의견을 내놓으면서 조사 대상자의 신병을 확보하기 위해 발부하는 체포영장 제도가 있는 나라에서만 영장실질심사제가 실효성이 있는 것이라며 "이 제도를 도입하려면 구속영장없이 피의자를 체포 감금할 수 있는 요건을 완화해야 한다"는 입장을 밝혔다. 고려대학교 김일수 형법학 교수는 "많은 나라에서 인권보장을 위해 영장실질심사제도를 시행하고 있다"며 "우리는 현재 체포장 제도가 없어도 임의동행 명목으로 영장발부전의 피의자 체포, 감금이 관행홰 돼 있어 영장실질심사제의ㅣ 필요성이 인정된다"고 밝혔다. 야당인 민주당은 변호인의 수사참여권 보장과 실질적 영장심사 등을 주된 내용으로 하는 1992년 14대 국회의원 선거 공약을 제시하여 임의동행과 보호유치등 탈법적 수사관행을 근절하고 헌법에 규정된 체포제도에 의한 적법한 수사절차를 확보하기 위하여 피의자가 죄를 범하였다고 의심할 만한 상당한 이유가 있고, 정당한 이유없이 출석요구에 응하지 아니하거나 아니할 우려가 있는 경우 사전에 판사로부터 체포영장을 발부받아 체포하고, 48시간이내 구속영장을 청구하지 아니하는 경우 즉시 석방하도록 하는 체포영장제도의 도입에 대응하여 현행 긴급구속제도를 폐지하고 체포 및 구인기간을 구속기간에 산입하고 체포된 자에 대하여도 적부심사청구를 인정하는 긴급체포를 도입하면서  구속의 신중을 도모하기 위하여 판사가 피의자를 대면하여 심문할 수 있는 피의자심문제도를 신설하여 체포된 피의자에 대하여는 구속영장 청구시 필요하다고 인정되는 때 피의자를 심문후 구속영장을 발부하도록 하고 체포되지 아니한 피의자로서 죄를 범하였다고 의심할 만한 이유가 있는 경우 필요하다고 인정되는 때에는 판사가 구인영장을 발부하여 심문후 구속영장을 발부하도록 함으로써 인권의 실질적 보장을 목적으로 1995년 12월 29일에 형사소송법을 개정하여 1997년 1월 1일부터 전면적인 시행을 하게 되었다. 영장실질심사 제도가 시행되면서 검찰은 영장실질심사중인 피의자에 대한 법원의 인치명령을 거부하고 있는 문제가 발생하자 새정치 국민회의는 "영장실질심사제에 미비점이 있다는 이유로 검찰이 조직적 반발을 하는 것은 잘못"이라며 "검찰은 영장실질심사제의 무력화 음모를 중단하라"며 "검찰이 그동안 영장실질심사제에 불만을 가져왔다는 것은 익히 알려진 바'라며 "피의자의 인권보호를 위해 도입된 이 제도에 미비점이 있다면 검찰 역시 법원과 함께 합리적인 보완책을 찾는 데 노력해야 할 것"이라고 덧붙였다. 제도 시행에 따른 수사상의 곤란함을 극복하기 위해 검찰이 요구한 영장전담판사와 휴일에도 영장을 발부할 수 있도록 하였다.
영장실질심사제도가 시행되기 전인 1996년 92.6%이었던 영장발부율이 1997년 82.2%로 감소하여 80%를 유지하다 2005년 이용훈 대법원장이 불구속수사원칙을 강조하면서 2007년부터 70%대로 떨어졌다. 2008년에 개정된 형사소송법에 의해 구속영장이 청구된 모든 피의자에 대해 영장실질심사가 의무화된 것도 영향을 미쳐 불구속수사가 자리를 잡았으나 2013년이후 다시 80%대 수준을 유지하고 있다.
증거인멸, 도주우려가 있을 때 구속영장을 발부할 수 있다고 하지만 특히 도주우려라는 것이 애매모호하여  "노숙자만 구속영장을 발부할 수 있는 것이냐"며 검찰 측이 항변한 것이나 임관빈 전 국방부 정책실장에 대해 구속적부심이 인용되어 석방되자 백혜련 의원이 "사안의 심리도 하지 않은 채 구속적부심에서 범죄성립 여부에 대해 다툼의 여지가 있다고 하는 것은 구속적부심의 한계를 일탈한 것이다"며 비판하는 등 공인에 대한 영장실질심사가 있으면 사회적 논란이 생긴다.

## 피의자심문

### 체포된 피의자의 경우
이미 체포영장에 의하여 체포되거나, 현행범으로 체포되거나 긴급체포된 피의자에 대하여 구속영장을 청구받은 판사는 지체 없이 심문을 하여야 한다. 이 경우 특별한 사정이 없는 한 구속영장이 청구된 날의 다음날까지 심문하여야 한다.

### 미체포된 피의자의 경우
미체포된 피의자에 대하여 구속영장을 청구받은 판사는 피의자가 죄를 범하였다고 의심할 만한 이유가 있는 경우에 구인을 위한 구속영장을 발부하여 피의자를 구인한 후 심문하여야 한다. 다만, 피의자가 도망하는 등의 사유로 심문할 수 없는 경우에는 심문 없이 영장 발부 여부를 결정할 수 있다.

## 심문장소 및 기일 통지
체포된 피의자에 대하여는 구속영장의 청구를 받은 즉시, 그 외의 피의자에 대하여는 피의자를 인치한 후 즉시 심문기일과 장소를 검사, 피의자 및 변호인에게 각각 통지한다.

## 국선변호인 선정
판사는 심문할 피의자에게 변호인이 없는 때에는 직권으로 국선변호인을 선정한다.

## 심문절차

### 진술거부권 고지
피의자에게 일체의 진술을 하지 아니하거나 개개의 질문에 대하여 진술을 거부할 수 있으며 이익되는 사실을 진술할 수 있음을 고지한다.

### 인정심문
피의자의 성명, 주민등록번호(외국인등록번호 등), 주거, 직업을 확인하여 피의자의 동일성을 확인한다.

### 범죄사실 및 구속사유의 고지
구속영장청구서에 기재된 범죄사실 및 구속사유를 고지한다.

### 피의자 심문
판사는 구속여부를 판단하기 위하여 필요한 사항에 관하여 피의자를 심문하고, 이 경우 피의자는 판사의 심문 도중에도 변호인의 조력을 구할 수 있습니다. 판사는 필요한 경우에 법원에 출석한 피해자 또는 제3자에 대하여 심문할 수 있다.

### 관계인의 의견진술
검사와 변호인은 판사의 심문이 끝난 후 의견을 진술할 수 있으며, 필요한 경우에는 판사의 심문 도중에도 판사의 허가를 얻어 의견을 진술할 수 있습니다. 피의자의 법정대리인·배우자·직계친족·형제자매나 가족·동거인 또는 고용주, 판사가 방청을 허가한 피해자나 고소인도 판사의 허가를 얻어 사건에 관한 의견을 진술할 수 있다.

## 구속 여부의 결정
판사는 심문이 끝나면 구속여부를 결정하게 된다. 이 경우 판사가 구속사유가 없다고 판단하여 구속영장청구를 기각하면 체포된 피의자는 구금상태에서 벗어나게 되고, 구속영장이 발부되면 미체포 피의자도 그 때부터 구금되게 된다.

## 재구속의 제한 등
검사 또는 사법경찰관에 의하여 구속되었다가 석방된 사람에 대하여는 다른 중요한 증거를 발견한 경우를 제외하고는 동일한 범죄사실에 관하여 재차 구속하지 못한다.
구속여부의 재판은 유·무죄에 대한 재판이 아니다. 즉, 영장이 기각된 경우에도 검사에 의하여 기소가 되면 재판을 거쳐 유·무죄 또는 실형 여부를 결정하므로, 석방결정은 사건의 종국적인 결정과는 무관하다.

## 문제점
판사가 피의자 대면 뒤 구속 여부를 결정하는 영장실질심사는 1997년 도입 이래 인권 보호에 크게 기여했다. 하지만 예상 못 한 부작용도 나타나고 있다. 대표적인 것이 실질심사의 ‘최종심’화 현상이다. 당초 구속을 신중히 판단하자는 취지였는데 실질심사 결정이 1심이나 최종심인 대법원 확정 판결 같은 위상을 지니게 되었다는 지적이 나왔다.
영장 발부 및 기각 사유를 두고도 비판이 나오기도 한다. 2019년 12월 감찰무마 혐의로 조국 전 법무부 장관에 대해 청구된 구속영장 기각 결정문에서 “법치주의를 후퇴시켰을 뿐만 아니라 국가기능의 공정한 행사를 저해한 사정”이라는 등의 지나치게 확정적 판단을 내놓아 비판을 받기도 했다. 판사 한 명이 제한된 시간 동안 기록을 보고 판단한다는 점에서 ‘죄질’ 평가는 과하다는 지적이다. 구속영장 발부 여부가 유무죄를 가리는 예비 재판처럼 취급받는 현실을 고려하면 관련 규정을 손봐야 한다는 지적이 나온다. 유무죄에 대한 심증 대신 주거 부정, 도주 우려, 증거인멸 여부 등 구속요건에 대한 법원 판단만 기재하면 된다는 것이다. 김인회 인하대 법학전문대학원 교수는 “공인이라도 영장 발부 및 기각 사유를 공개할 때 더 가혹할 필요는 없다. 법률이 규정한 구속요건을 밝히는 제한적 수준에서만 공개돼야 한다”고 말했다. 양홍석 변호사는 “일반인은 구속 및 기각이 결정될 때 요건별로 ‘체크’ 처리된 영장 외에는 받아볼 수 없다”며 “모든 사건 당사자에게 구속 및 발부 사유는 제한적 범위에서 공개해야 한다”고 했다.